# Збройні сили Греції
Збройні сили Греції (грец. Ελληνικές Ένοπλες Δυνάμεις) — сухопутні війська, військово-морські сили та військово-повітряні сили Грецької Республіки призначені для захисту свободи, незалежності та територіальної цілісності держави. Збройні сили Греції комплектується на підставі закону про загальний військовий обов'язок.
Загальна чисельність збройних сил Греції становить 177 600 осіб. Вищим органом управління Збройних сил Греції є Генеральний штаб Національної оборони Греції (грец. Γενικό Επιτελείο Εθνικής Άμυνας - ΓΕΕΘΑ). Греція — член НАТО та бере участь в операціях в Афганістані, Боснії, Чаді та Косово.

## Історія збройних сил Греції
Грецька армія і флот з'явились у війні за незалежність проти Османської імперії в 1821 році. Перша військова академія була заснована в 1828 році у Нафпліоні, першій грецької столиці, за президента Іоанна Каподистрії, і з того часу має назву «Військової академії Евелпідон». У вересні 1912 року засновано військово-повітряні сили як третій вид збройних сил.
Збройні сили Греції успішно воювали проти османських збройних, а також збройних сил Болгарського царства під час Балканських воєн 1912—1913 років на теренах грецької держави. Під час Першої світової війни збройні сили Греції брали участь на стороні союзників, а потім у 1919 році брали участь в експедиції Антанти в Україні. У 1919 році Греція направила війська в Малу Азію. Греко-турецька війна 1919—1922 років закінчилася поразкою, втратою територій та греко-турецьким обміном населення, відомим також в історіографії як «Малоазійська катастрофа».
Під час Другої світової війни Греція під проводом диктатора Іоанніса Метаксаса відхилила італійський ультиматум про здачу 28 жовтня 1940 року (див. День Охі) і змогла дати відсіч італійським військам та відтіснити їх на албанський кордон. Збройні сили Греції були переможені тільки за допомогою військового втручання німецького вермахту і болгарських збройних сил у квітні і травні 1941 року. Частині грецьких збройних сил вдалося втекти в Єгипет і продовжити боротьбу проти Держав Осі в складі британських експедиційних сил в Африці. По закінченні війни почалась громадянська війна в Греції (1946—1949).
Грецькі збройні сили брали участь в Корейській війні 1950-х років. 18 лютого 1952 року Греція стала повноправним членом НАТО. У квітні 1967 році в результаті заколоту військовий режим на чолі з Георгіосом Пападопулосом захопив владу у Греції. Кіпрський конфлікт та наступне вторгнення турецьких військ на Кіпр у 1974 році призвели до падіння військової диктатури та повернення до демократії зусиллями прем'єр-міністра Константіноса Караманліса.
На сучасному етапі Греція витрачає найбільший процент валового внутрішнього продукту (4,3%) на оборону серед держав-членів НАТО. Основна причина затрат полягає в передбаченні загрози від Туреччини. Існують невирішені проблеми у відношеннях з Туреччиною щодо морських та повітряних кордонів та континентального шельфу. У минулому мали місце «події» між грецькими та турецькими винищувачами над Егейським морем, які кінчилися людськими та матеріальними втратами з обох сторін, але і у 2009—2010 роках турецькі винищувачі продовжували порушувати повітряні кордони Греції.

## Загальні відомості
| Збройні сили Греції                                 | Збройні сили Греції |
| --------------------------------------------------- | --- |
| Види збройних сил:                                  | Сухопутні війська Греції (грец. Ελληνικός Στρατός) Військово-морські сили Греції (грец. Ελληνικό Πολεμικό Ναυτικό) Військово-повітряні сили Греції (грец. Ελληνική Πολεμική Αεροπορία) |
| Призовний вік і порядок комплектування:             | На обов'язкову військову службу в грецькі збройні сили призивають громадян Греції чоловічої статі у віці 19-45 років; 17-річні юнаки можуть вступити на добровільну службу; термін обов'язкової військової служби в збройних силах Греції — 1 рік, незалежно від виду збройних сил; жінки мають право на добровільну військову службу |
| Людські ресурси, доступні для військової служби:    | Чоловіки у віці 16-49: 2,535,174 жінки у віці 16-49: 2,517,273 (за оцінкою 2008 р.) |
| Людські ресурси, придатні для військової служби:    | Чоловіки у віці 16-49: 2,067,878 жінки у віці 16-49: 2,050,289 (за оцінкою 2009 р.) |
| Людські ресурси, щорічно досягають призовного віку: | Чоловіки: 53,401 жінки: 50,084 (за оцінкою 2009 р.) |
| Військові витрати / відсоток від ВВП:               | $8,780 млрд. 3,3 % (2007) |

### Відносини з Росією
Попри членство у НАТО, Греція зберегла добрі стосунки з Росією, де робила значні закупівлі військової техніки. Згідно з даними SIPRI, загальний обсяг військово-технічної співпраці між обома країнами за 1991—2014 роки становить $1,1 млрд. В 1998 році Греція придбала 16 зенітно-ракетних комплексів 9К33 «Оса» (за кодифікацією НАТО: SA-8), близько 500 ракет 9М33, та 16 одиниць БТР-60П. В 1999 році Росія передала Греції 2 зенітно-ракетних комплекси С-300ПМУ-1 (SA-20A) та 175 ракет 5В55У (SA-10C). У 1999—2000 роки Греція отримала іще більше систем протиповітряної оборони. Було поставлено 15 систем Тор-М1 (SA-15) і близько 400 ракет 9М338. У 2000—2002 роки було поставлено іще 10 систем Тор-М1 та 250 ракет 9М338.
Також Греція придбала 3 малих десантних кораблі на повітряній подушці проєкту 12322 «Зубр». Кораблі були передані у 2000, 2001, та 2005 роках.
У 2002—2004 роки Греція отримала близько 1100 протитанкових керованих ракет 9М133 Корнет-Е (AT-14).